# Viking Tamm
Viking Sebastian Henricsson Tamm, född 21 juli 1896 i Hedvig Eleonora församling, Stockholm, död 25 november 1975 i Vä församling, Kristianstads län, var en svensk militär (generallöjtnant).

## Biografi
Tamm var son till bankdirektören och sedermera finansministern Henric Tamm och Louise Tham. Han blev fänrik vid Svea livgarde (I 1) 1916, löjtnant 1919 och gick på Krigshögskolan 1925-1927. Tamm blev kapten i generalstaben 1930, vid Svea livgarde (I 1) 1934 och trädde in i etiopisk tjänst 1934. Tamm och den dåvarande flygvapenchefen, generalmajoren Eric Virgin, anställd som kejsarens militärpolitiske rådgivare, samt fyra andra höga militärer trädde tillsammans in i etiopisk tjänst för att organisera landets enda krigsskola för utbildning av etiopiska officerare. Han återinträdde i svenska armén såsom kapten vid generalstaben 1936 och var lärare i taktik vid Krigshögskolan 1936. Tamm var därefter major i generalstabskåren 1937 och blev överstelöjtnant 1939. Under andra världskriget var han medlem i Finlandskommittén och 1940 trädde han in i finsk tjänst och blev chef för Svenska frivilligkårens II. stridsgrupp under finska vinterkriget.
Han var överstelöjtnant i generalstabskåren och avdelningschef vid arméstabens utbildningsavdelning 1940, överste i generalstabskåren 1941, var chef för Krigshögskolan 1941 och för Södra skånska infanteriregementet (I 7) 1942–1944. Vidare var Tamm inspektör för infanteriet 1944–1946 och åter i etiopisk tjänst 1945–1946. Han var ställföreträdande militärbefälhavare för I. militärområdet 1946, utnämndes till generalmajor, var chef för arméstaben och generalstabskåren 1948–1953, militärbefälhavare för I. militärområdet 1953-1961 samt inspektor vid Kristianstads högre allmänna läroverk 1953–1958. Tamm utnämndes generallöjtnant 1961.
Tamm skrev artiklar i militär facktidskrifter och blev ledamot av Kungliga Krigsvetenskapsakademien 1939.
Viking Tamm var gift första gången 1919–1938 med Katarina Lagercrantz (1900–1993), dotter till envoyén Herman Lagercrantz och Hedvig Croneborg. Han gifte sig andra gången 1938 med Suzanne Kartavtzeff (1909–1998), dotter till kaptenen Wsevolod Kartavtzeff och Marta von Haartman. Tamm var far till Annika (1920–2007), gift med professor Stig Hydén, Per-Henric (1922–2002), direktör, Hedvig (1926–2016),forskningsingenjör, gift med professor Peter Perlmann och Kitte (1930–1996), gift med Carl-Robert Norinder. Tamm avled 1975 och begravdes på Films kyrkogård i Uppsala län.

## Utmärkelser
Tamms utmärkelser:
- Kommendör med stora korset av Svärdsorden (KmstkSO)
- Kommendör av 1. klass av Vasaorden (KVO1kl)
- Storkorset av Etiopiska Menelik II:s orden (StkEtMenO)
- Storkorset av Finlands Lejons orden (StkFinlLO)
- Storofficer av Etiopiska Stjärnorden (StOffEtSO)
- Kommendör av Franska Hederslegionen (KFrHL)
- Kommendör av Franska orden Mérite sportif (KFrMérSport)
- Riddare av 1. klass av Spanska militärförtjänstordens vita kors (RSpMfOvk1kl)
- Officer av Etiopiska (Abessinska) Treenighetsorden (OffET(Abess)TO)
- 3. klass av Finska Frihetskorsets orden med svärd (FFrK3klmsv)
- Finsk krigsminnesmedalj (FMM)
- Sveriges landstormsföreningars centralförbunds förtjänstmedalj i silver (LandstSM)
- Arméns skyttemedalj (SkytteM)